# Saccoglossus gurneyi
Saccoglossus gurneyi är en djurart som tillhör fylumet svalgsträngsdjur, och som först beskrevs av Robinson 1927.  Saccoglossus gurneyi ingår i släktet Saccoglossus och familjen Harrimaniidae.
Artens utbredningsområde är Röda havet. Inga underarter finns listade i Catalogue of Life.